# سار نوک‌باریک
سار نوک‌باریک (نام علمی: Onychognathus tenuirostris) نام یک گونه از سرده سارهای سیاه‌براق است.